# Bermbach (Waldems)
Bermbach ist der größte Ortsteil der Gemeinde Waldems im südhessischen Rheingau-Taunus-Kreis.

## Geografie
Der Ort liegt in einer Talmulde im östlichen Hintertaunus des Naturpark Rhein-Taunus. Nördlich des Ortes verläuft die Bundesstraße 275 und östlich die Landesstraße 3011.

## Geschichte
Der Ort ist vermutlich schon zu römischen Zeiten besiedelt gewesen, wovon der nahegelegene Limes und das Kastell Alteburg zeugen. Die Herren von Brembach lebten von 1276 bis 1570 im Ort. Zu Beginn des 19. Jahrhunderts war der Schinderhannes in dieser Gegend.
Am 1. August 1972 wurde die bis dahin selbständige Gemeinde Bermbach mit fünf weiteren Orten zur neuen Gemeinde Waldems zusammengeschlossen.

## Wappen
Das Wappen wurde am 24. Juli 1969 durch das Hessische Innenministerium genehmigt.
Blasonierung: „In Silber auf grünem Boden ein linkshin schreitender roter Hirsch.“

## Kulturdenkmäler
Siehe: Liste der Kulturdenkmäler in Bermbach

## Bildung
Im Ort gibt es einen gemeindeeigenen Kindergarten.

## Persönlichkeiten
- Detlef Garz (* 1949 in Bermbach), Sozial- und Erziehungswissenschaftler, Hochschullehrer